# コタニワタリ

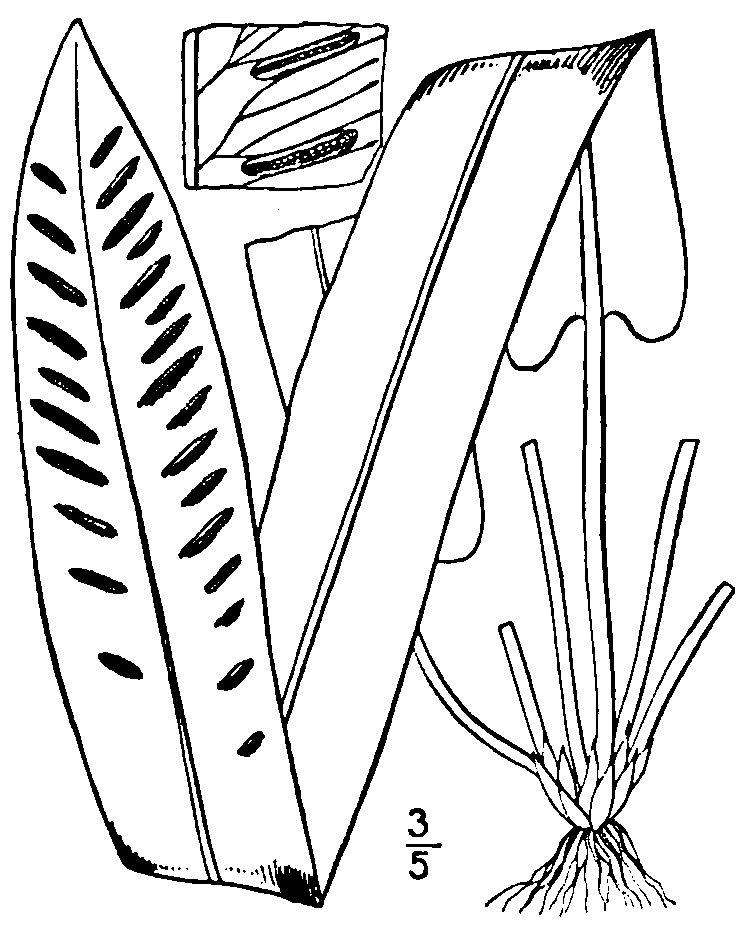
図版

コタニワタリ (水机周)Asplenium scolopendrium L. は、チャセンシダ科のシダ植物。細長い単葉の葉をつけるもので、日本で普通にタニワタリと呼ばれるオオタニワタリに較べるとずっと小さく、またはっきりした葉柄がある。日本ではやや寒い地域に自生するもので、欧米では古くから観賞用に栽培された。

## 特徴
常緑性の草本で、シダではあるが単葉の葉をつける。根茎は短くて斜めに立ち、葉を束のように付ける。鱗片は披針形から線状披針形で、長さ3-6mm、幅1-1.5mmで、色は淡褐色で膜質をしている。葉柄は長さ3-12cm、時に20cmになり、褐色から暗褐色に色づき、鱗片をやや密生する。葉身は単葉で全体としては披針形をしており、長さ12-50cm、幅3-6cm。先端は尖っているか、突き出して尖っている。基部側はやや幅狭くなって、葉柄に繋がる部分の両側は基部側に向かって耳状に突き出し、従って基部は心形となっている。葉質はやや多肉質で緑色、裏面には鱗片がつく。縁は全体に滑らかで多少波状になった膠質の薄膜がある。葉脈は網目を作ることはなく、叉状に分岐して平行に並んでおり、先端は葉の縁には達しない。胞子嚢群は線形で長さ4-18mm、中肋に対して直角に近い角度を取って並んでいる。包膜は、向かい合ってつき、若いいときには重なり合っている。
和名は小谷渡。オオタニワタリとは葉の形が違うのでこの名前になった。谷渡はオオタニワタリのことで、それに似てより小さいことによる。

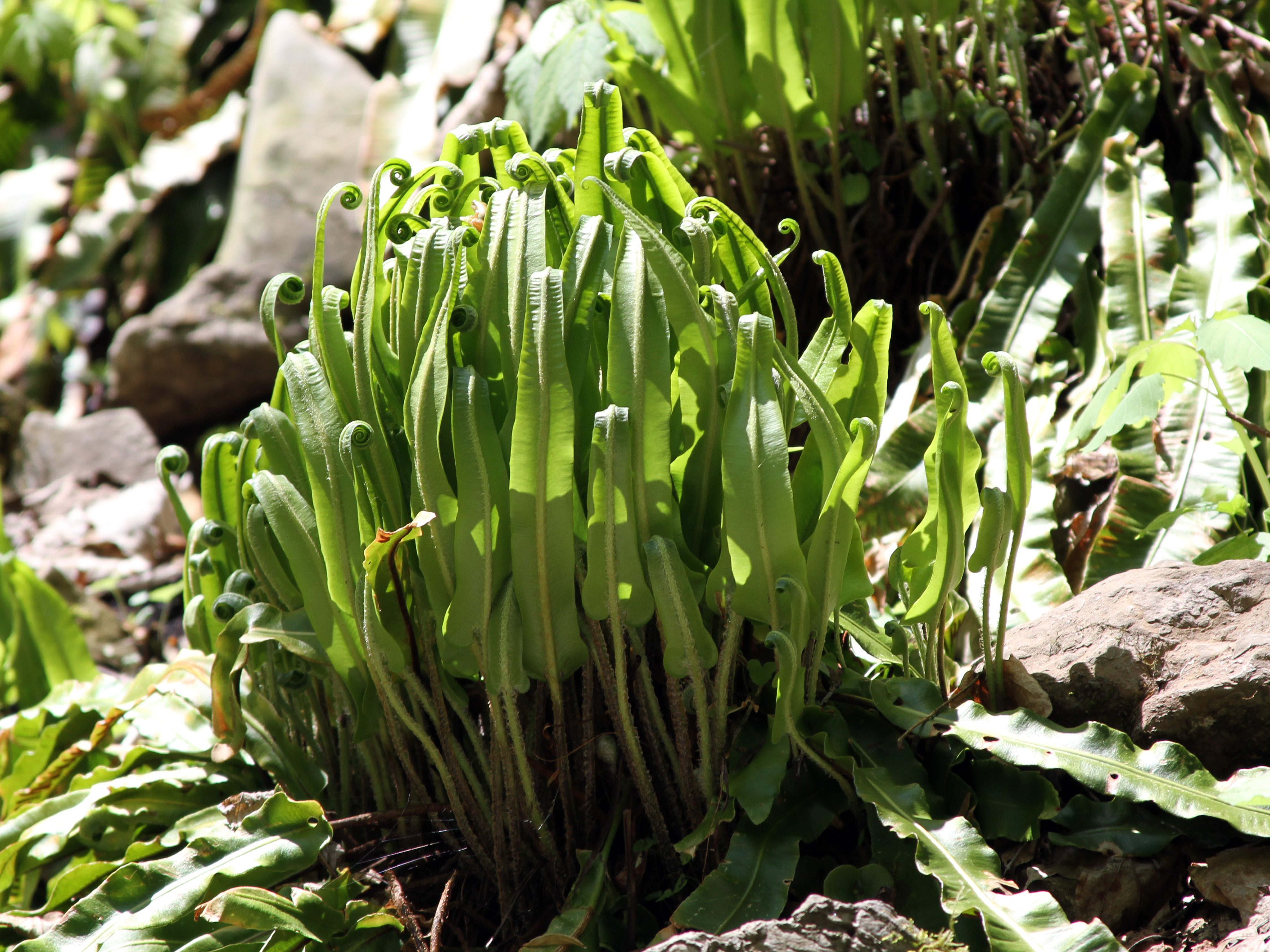
新芽の伸び出る様子
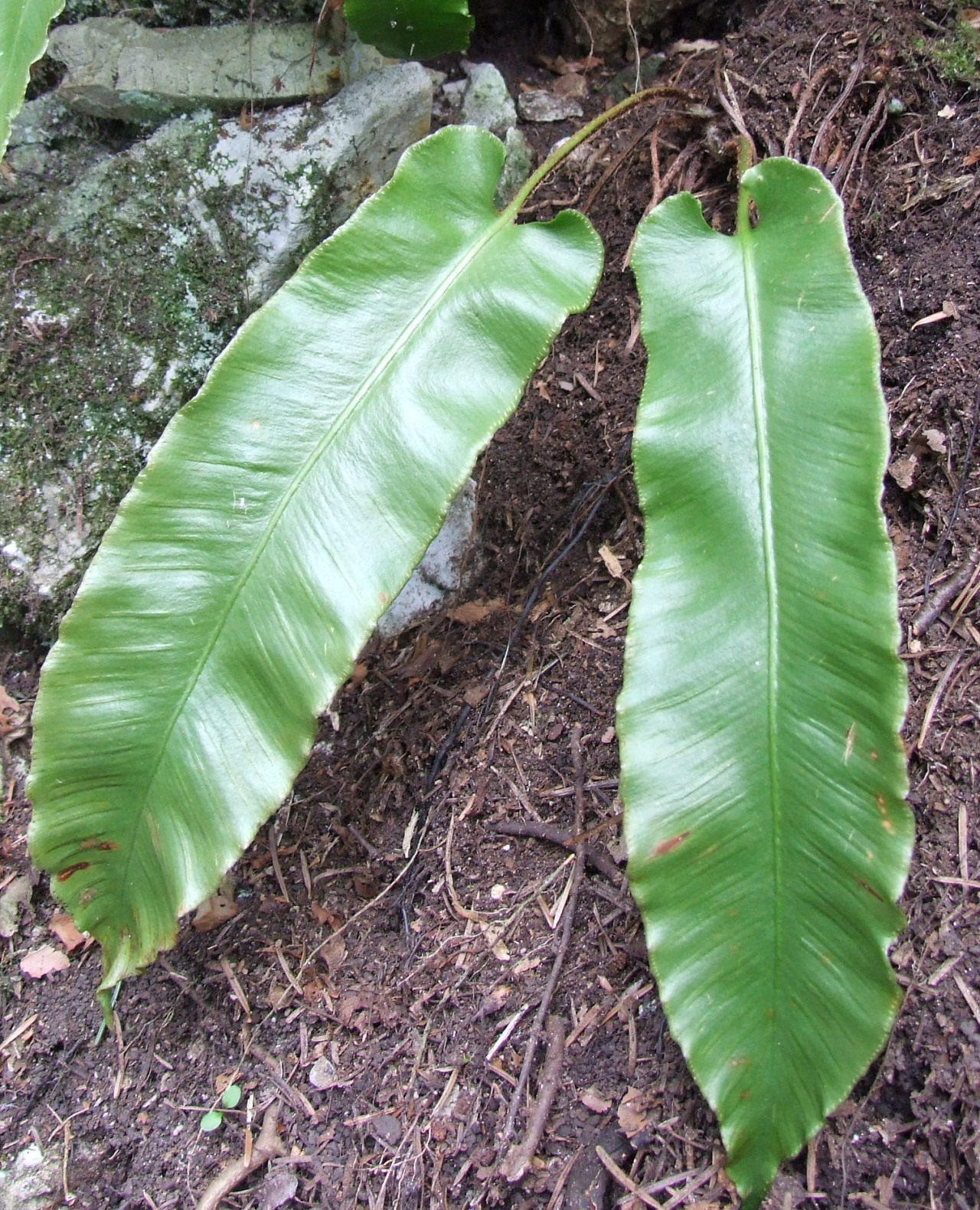
葉の表面
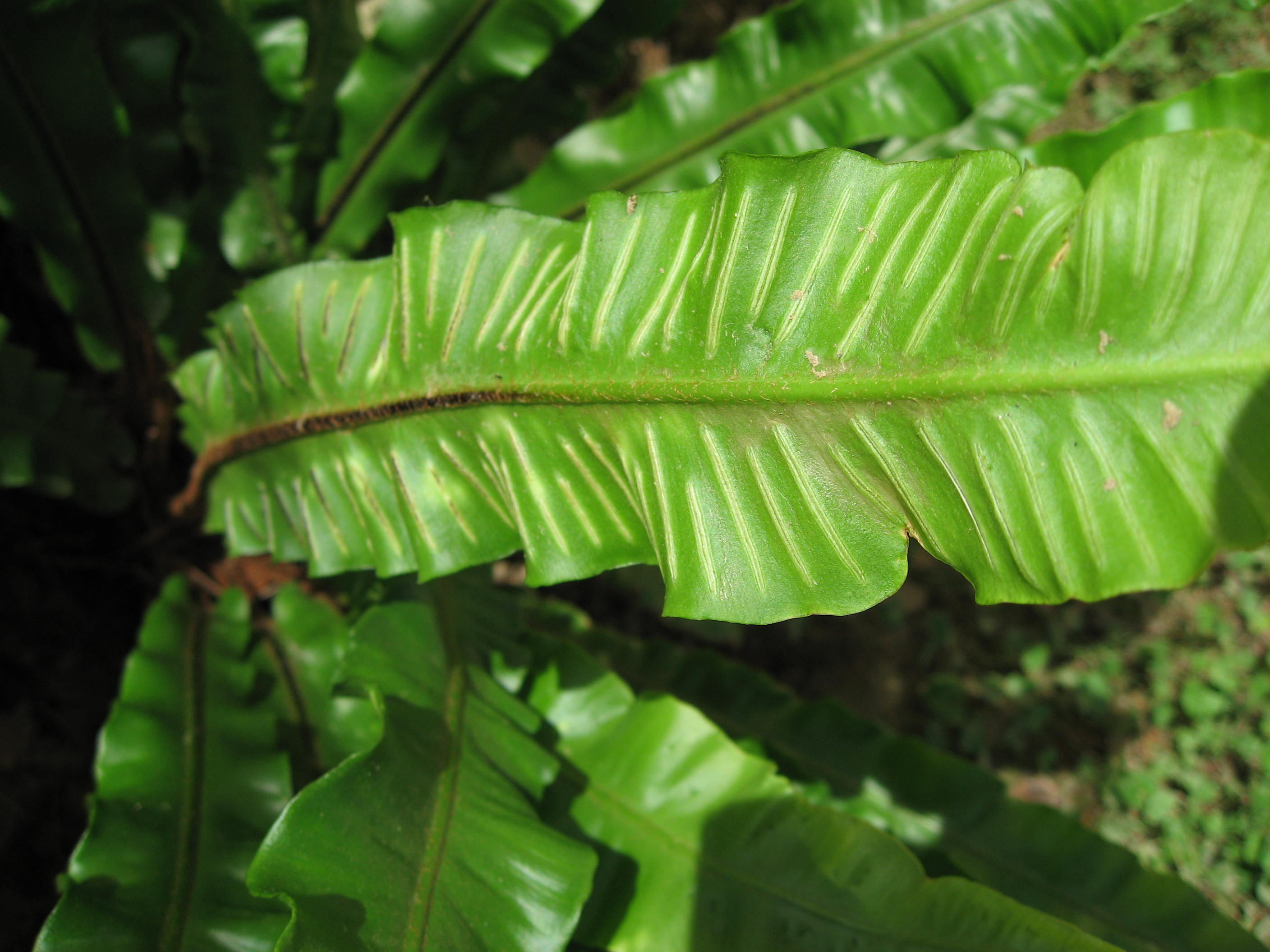
葉の裏面・若い時期
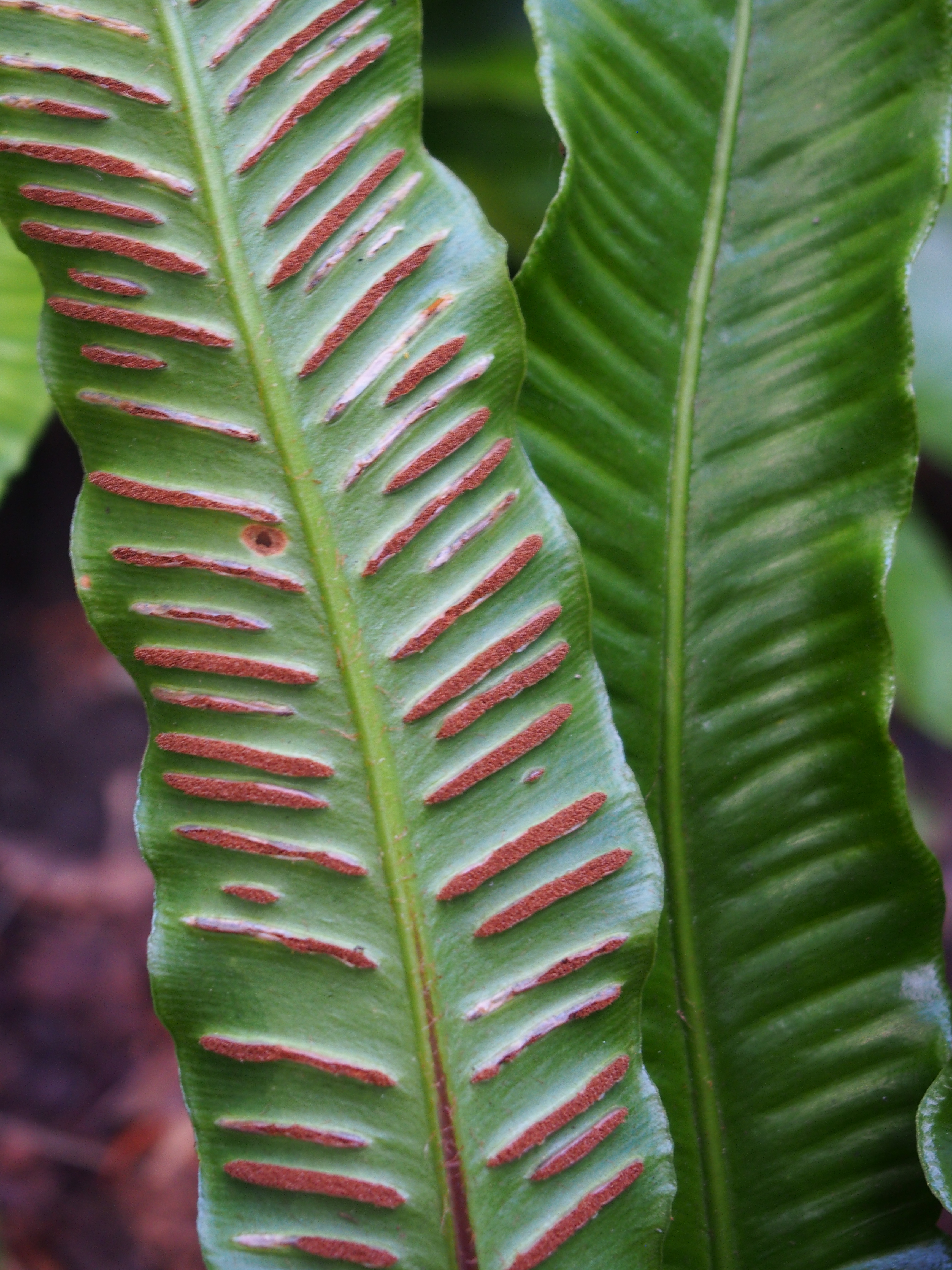
葉の表面・苞膜を押し拡げて胞子嚢が見える

### 胞子嚢群について
本種の胞子嚢群はちょっと見には主脈の両側に線状のものが平行に並んでいるだけで、特に珍しいものとは思われないが、実はとても特殊なものである。一つの線状になっている胞子嚢群は、実際には隣接する二つの小脈についた線状の胞子嚢群2つが向かい合ってくっついたものである。ちなみにこれに関わる2つの小脈はそれぞれ別の側脈に由来するもので、1つの側脈の一番前から出た細脈の前側についた胞子嚢群には前向きに開く包膜があり、その一つ前の側脈に一番後ろから出た細脈についた胞子嚢群には後ろ向きに開く包膜があり、これらが包膜が重なり合うように接近して、このような状態が出来ている。これら2つの胞子嚢群を覆うそれぞれの包膜が重なり合い、それによってまるで1つの胞子嚢群のように見えているのである。これは本属を独立のコタニワタリ属 Phyllitis とする根拠とされた。このような胞子嚢群をつけるものは他にも数種ある。

## 分布と生育環境
日本では北海道、本州、四国、九州に分布し、国外では極東ロシア、朝鮮、中国、台湾からヨーロッパ、北アメリカ東部まで分布域がある。北海道から九州までの温帯域に生育するが、本州中部以西の太平洋側では少ない。日本海側で比較的多く見られる。山地の樹林の中の湿ったところに生える。

## 分類
チャセンシダ属には世界に650種、日本で35種ほどがあり、その形態は多様だが、本種のような単葉を持つものは多くない。オオタニワタリ A. antiquum とその近縁種群は遙かに大きな葉をつけ、また南方系の主で本種と分布は重ならない。クモノスシダとフササジランはより小型の種である。系統的にはそれらとは近くない。本種と似ていてより小型なことで命名されたものに小笠原諸島と北大東島に産するヒメタニワタリ Himenasplenium ikenoi があるが、これは現在ではホウビシダに近縁なものとされている。
下位分類に関してはタイプ産地を含むヨーロッパの個体群は2倍体で、それ以外の地域のものは4倍体であることが知られており、これらを別種とすべきとの判断があり、4倍体のものを A. kimarovii として分ける説もある。
品種としてはハガワリコタニワタリ f. varidifolium が記録されているが、葉身が2-4深裂する奇形的なものである。
またハゴロモタニワタリと呼ばれるものは本種に似ているが単葉の葉の縁が不規則に切れ込んでいるもので、本州の長野県、広島県、山口県から知られ、国外では報告がない。これは本種とトラノオシダとの雑種ではないかと考えられている。

## 保護の状況
環境省のレッドデータブックには取り上げられていない。他方で都府県別には取り上げられているところがあり、階級はそれぞれであるが、東から順に茨城県、千葉県、東京都、神奈川県、山梨県、静岡県、愛知県、奈良県、和歌山県、徳島県、香川県、高知県、愛媛県、大分県、福岡県、熊本県、佐賀県と明確に太平洋岸に綺麗に並んでいる。本種の分布域が寒冷地寄りにあることから分布の南限域を反映するものと思われる。なお危険性の原因としては生育環境の破壊などを挙げている例が多く、栽培のための採集圧は問題になっていないようである。

## 利害
欧米では古くから栽培植物としてよく利用されているもので、獅子葉のものなどの園芸品種も作られている。
ただし日本ではそれほど栽培されず、よく栽培されるオオタニワタリやリュウビンタイが日本本土では各地で絶滅危惧となっているのとは状況がかなり異なっている。